# Перекрестов Григорій Никифорович
Григо́рій Ники́форович Перекре́стов (4 (17) січня 1904 — 13 липня 1992) — радянський військовик часів Другої світової війни, генерал-лейтенант (1945). Герой Радянського Союзу (1945).

## Біографія
Народився 4 (17) січня 1904 року в селі Масляниківка Єлизаветградського повіту Херсонської губернії (нині — в межах міста Кропивницький) в селянській родині. Українець. До 1914 року навчався у сільській школі. У 1918 році закінчив міське ремісниче училище, працював у слюсарному й токарному цехах.
У вересні 1922 року вступив до 5-ї Української кавалерійської школи імені С. М. Будьонного в Єлизаветграді. У 1925 році закінчив школу з відзнакою й залишений при ній командиром взводу. Одночасно виконує обов'язки командира 1-го ескадрону, а з жовтня 1926 року — курсовий командир.
З грудня 1930 року — помічник начальника штабу 1-го кавалерійського Червонопрапорного імені Є. Б. Бош полку Червоного козацтва. Згодом — помічник начальника 1-ї частини штабу 1-ї кавалерійської дивізії, з січня 1934 року — начальник штабу 3-го кавалерійського полку тієї ж дивізії Українського військового округу. З квітня 1935 року — командир 110 кавалерійського полку 28-ї кавалерійської дивізії, з жовтня 1938 року — командир 92-го кавалерійського полку Київського ОВО.
У жовтні 1940 року направлений до Військово-повітряної академії РСЧА імені Жуковського, де готували командні кадри для повітряно-десантних військ. У 1941 році закінчив оперативний факультет академії й призначений командиром 4-ї повітряно-десантної бригади 2-го повітряно-десантного корпусу Харківського ВО.
Початок німецько-радянської війни зустрів на посаді командира бригади. У складі військ Південно-Західного і Південного фронтів брав участь у оборонних боях у районі Канева, Черкас, Конотопу. У серпні 1941 року за відведення двох батальйонів бригади без наказу, був заарештований, перебував під слідством. У жовтні того ж року Військовим трибуналом Південного фронту засуджений до 10 років виправно-трудових таборів з відтермінуванням виконання приговору. У червні 1942 року судимість була знята.
З листопада 1941 року — командир 60-ї кавалерійської дивізії 5-го кавалерійського корпусу Південного фронту. Кавалеристи полковника Г. Н. Перекрестова відзначились при проведенні Барвінково-Лозівської операції.
З серпня 1942 року — заступник командувача 9-ю армією Закавказького фронту, з жовтня того ж року — командир 3-го гірсько-стрілецького корпусу 9-ї армії, з січня 1943 року — командир 16-го стрілецького корпусу 18-ї армії.
26 березня 1943 року Постановою РНК СРСР полковнику Г. Н. Перекрестову присвоєно військове звання «генерал-майор».
З червня 1943 по березень 1944 року навчався у Вищій військовій академії імені К. Є. Ворошилова. З березня 1944 року генерал-майор Г. Н. Перекрестов — командир 65-го стрілецького корпусу. По закінченні бойових дії у Східній Пруссії корпус був перекинутий на Далекий Схід. Учасник радянсько-японської війни. 8 вересня 1945 року присвоєно військове звання «генерал-лейтенант».
Після війни продовжував командувати корпусом у Приморському ВО. З серпня 1946 року — заступник командувача 39-ї армії, з лютого 1947 року — начальник штабу та 1-й заступник командувача цією ж армією. З квітня 1950 року — помічник командувача, а з листопада того ж року — командувач військами Приволзького ВО. У жовтні 1953 року звільнений з посади командувача округом за станом здоров'я. З травня 1954 року — заступник начальника Військової академії тилу імені Молотова, з листопада 1955 року — помічник командувача військами Воронезького ВО по ВНЗ. У травні 1958 року вийшов у запас.
Мешкав у Воронежі. Помер 13 липня 1992 року. Похований на Південно-Західному цвинтарі міста.

## Нагороди
Указом Президії Верховної Ради СРСР від 8 вересня 1945 року за вміле командування стрілецьким корпусом, зразкове виконання бойових завдань командування на фронті боротьби з японськими мілітаристами та виявлені при цьому відвагу і героїзм, генерал-майорові Перекрестову Григорію Никифоровичу присвоєне звання Героя Радянського Союзу з врученням ордена Леніна і медалі «Золота Зірка» (№ 6151).
Був нагороджений трьома орденами Леніна, двома орденами Червоного Прапора, орденами Суворова 2-го ступеня, Кутузова 2-го ступеня, Вітчизняної війни 1-го ступеня, медалями й іноземними нагородами.